# Kidzania

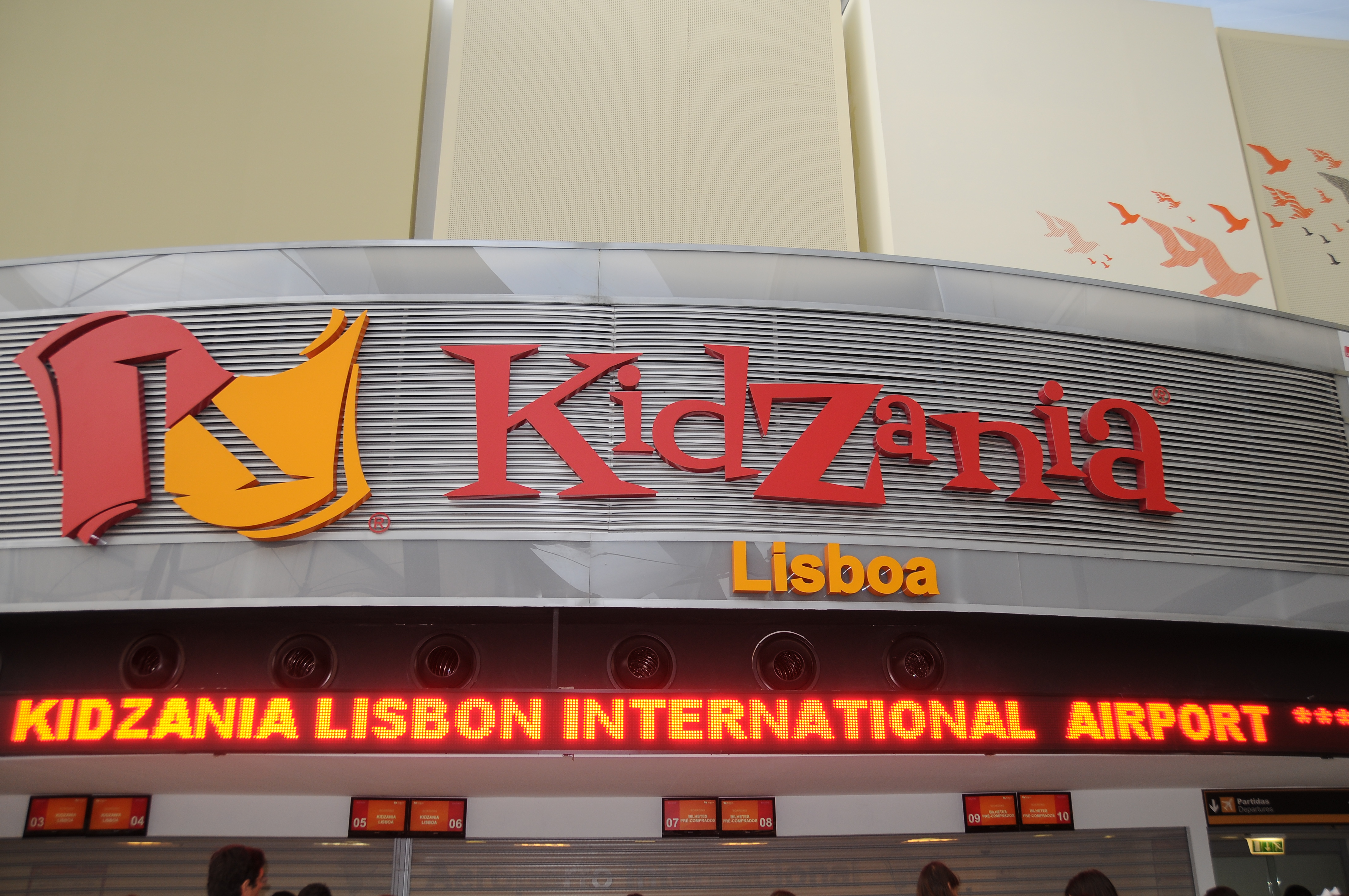
Ein Kidzania-Stand

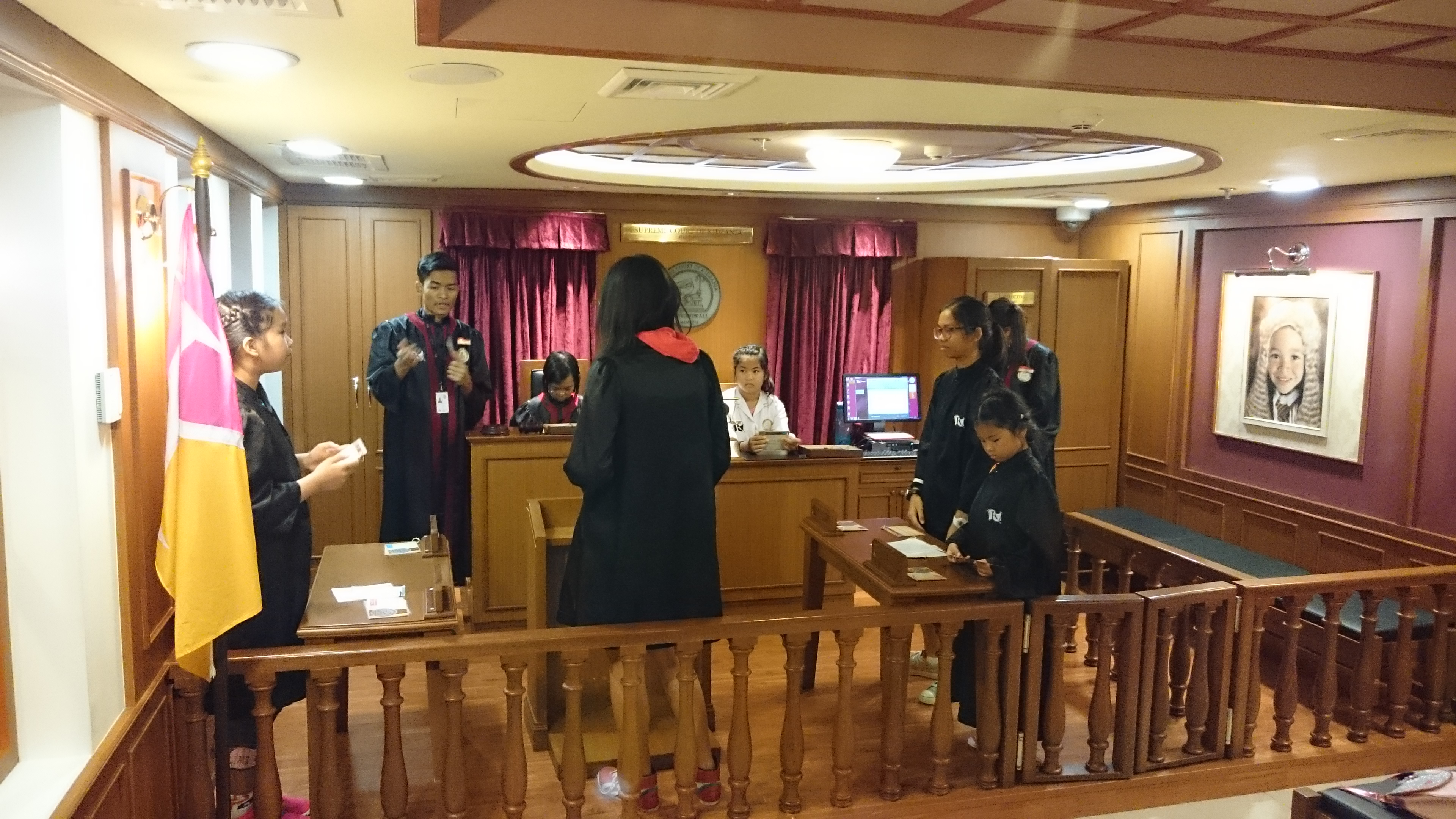
Ein Kidzania-Gerichtssaal

Kidzania (Eigenschreibweise KidZania; Portmanteauwort, englisch: „Kid“ für Kind und dem Suffix „-manie“) ist ein mexikanisches Freizeitpark-Unternehmen, das als Franchise-Geber kommerzielle Kinderstädte anbietet. Seit 1999 wurden weltweit 27 Themenparks gestartet (Stand Juni 2019).
Die Anlagen bestehen aus einer verkleinerten Nachbildungen einer Stadt, in der Kinder verschiedene Berufe an gesponserten Ständen kennenlernen und so Guthaben in einer fiktiven Währung erwirtschaften können.

## Konzept
Kinder zwischen 4 und 14 Jahren sollen „das Leben der Erwachsenen“ kennenlernen.
Die Kinder werden in einem Rollenspiel mit der Berufswelt vertraut gemacht, etwa in der Produktion von Fastfood, in der Feuerwehr, als Modell oder Zahnarzt. Die Ausübung der Tätigkeiten wird mit der Währung „KidZos“ vergütet, die dann vor Ort für Freizeitaktivitäten ausgegeben werden kann. Kidzania unterhält darüber hinaus eine Hausbank, in der die Kinder ihre Erträge – verzinst – sparen können. Bei entsprechender Liquidität ist eine Berufsberatung möglich, die ebenfalls vorhandene Freizeitpark-Universität kann gegen Gebühr besucht werden.

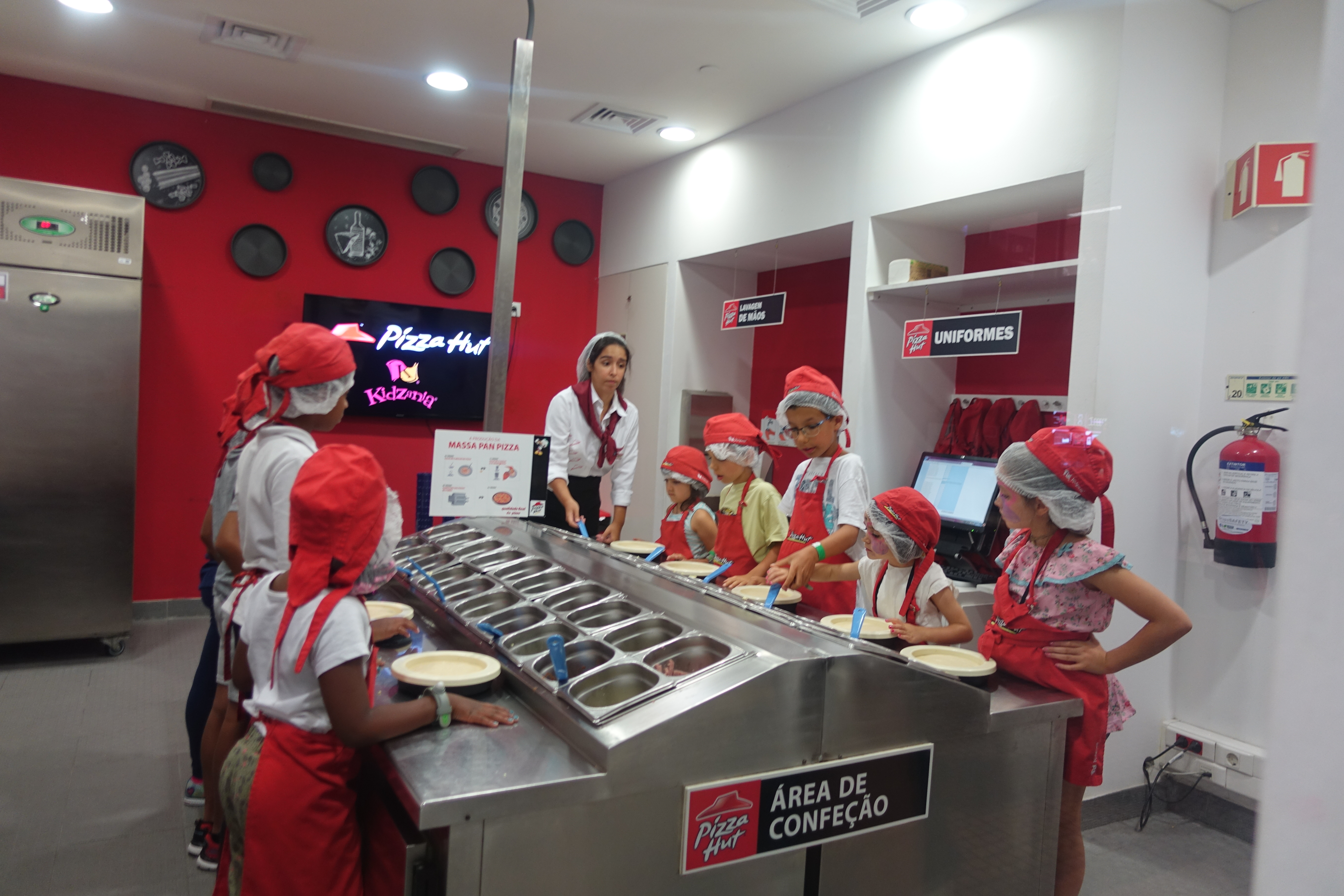
Ein Fastfood-Stand

Kidzania kooperiert mit verschiedenen Konzernen, beispielsweise ist Procter & Gamble mit einem Maskottchen und einem eigenen Pavillon im Freizeitpark in Mexico-Stadt vertreten, Sony bietet Gelegenheit an Produkten des Konzerns das fotografieren zu lernen, Coca-Cola ist Partner in fünf verschiedenen Parks. Nach Aussage des Unternehmensgründers erwirtschaftet das Franchising-Unternehmen so rund 1/3 des Umsatzes, der Konzern betrachtet sich allerdings nicht als Werbe-Medium. Zusätzlich zu diesen Einnahmen zahlen Eltern Eintritt für ihre Kinder, die Preise sind so gestaltet, dass das teuerste Ticket noch günstiger ist, als eine herkömmliche Kinderbetreuung.
Während Coca-Cola eine Werbebotschaft an Kinder, die unter 12 Jahre alt sind, leugnet und behauptet lediglich den Produktionsprozess vermitteln zu wollen – „We do not target children under the age of 12 with any of our brands' marketing messages. [Instead children can learn] what it is like to be in charge of the production line. [T]o ensure consumers get the best experience through Coca-Cola products.“ (Wir zielen mit keiner der Marketing-Botschaften unseres Konzerns auf Kinder unter 12 Jahren; stattdessen können Kinder lernen, wie es ist eine Fließbandfertigung zu betreiben, um die bestmögliche Kundenerfahrung beim Konsum von Coca-Cola-Produkten zu erzielen.) – betrachtet beispielsweise Procter & Gamble ihre Präsenz als Investition in zukünftige Kunden. Ein Sprecher Kidzanias begründete die Kooperation mit Marken mit der Notwendigkeit von Authentizität, allerdings beschreibt das Informationsmaterial für Journalisten Kidzania als „new and innovative way to build your brand“ (neuen und innovativen Weg die eigene Marke zu entwickeln).

## Geschichte
Gründer des Unternehmens ist Xavier López Ancona, der von einem Freund nach einer Kapitalanlage in dessen Kindertagespflege-Idee gefragt wurde – in dem Kinder durch altersgerechte Rollenspiele beschäftigt werden sollten.
Das erste Kidzania wurde 1999 als „La Ciudad de los Niños“ (mexikanisch für Die Stadt der Kinder) in Santa Fe (Mexiko-Stadt) eröffnet. Bereits ab dem ersten Jahr war das Unternehmen erfolgreich, mit 800.000 Besuchern wurde die Erwartung um das Doppelte übertroffen.

## Rezeption
„Gäbe es ein Unterrichtsfach Kapitalismus, wäre Kidzania der Klassenraum. [...] Die Firmen und realen Unternehmen, mit denen Kidzania kooperiert, ziehen sich ihre Kundinnen und Käufer von morgen heran und wollen ihre Produkte und Logos in die Kinderköpfe kriegen[.] [...] Die Unternehmen fungieren als Sponsoren und bezahlen natürlich für ihre Präsenz, wie viel, verrät Kidzania nicht.“

„Children: not so much little dudes as money-making opportunities.“

„Kinder: Weniger kleine Kumpel, als Gelegenheiten Geld abzuschöpfen.“